# Eriocaulon glaucum
Eriocaulon glaucum är en gräsväxtart som beskrevs av William Griffiths. Eriocaulon glaucum ingår i släktet Eriocaulon och familjen Eriocaulaceae.
Artens utbredningsområde är Burma. Inga underarter finns listade i Catalogue of Life.